# Запаренюк Григорій
Григорій Запаренюк, або Грицько Запаренюк — український (руський) громадсько-політичний діяч. 

## Життєпис
Народився 3 травня 1837 року. Господар (селянин) із села Вовчківці (нині Снятинського району, Івано-Франківська область). Здібний організатор селянства. Посол до Галицького сейму 1-го скликання 1863—1866 рокі (обраний 1863 року в окрузі Снятин — Заболотів від IV курії, входив до «Руського клубу»; обраний після смерти в 1863 році попередника — пароха Заболотова, отця Йосифа Левицького). 
Приятелював з Іваном Франком і Василем Стефаником. У 1906 році взяв участь разом із Василем Стефаником у вічі в селі Вовчківцях у зв'язку з виборами послів (депутатів) до Райхсрату (австрійського парламенту). 
Василь Стефаник присвятив йому свою новелу «Дід Гриць» [Архівовано 26 листопада 2020 у Wayback Machine.]. 
Помер 21 квітня 1922 року.